# Exochus boxatus
Exochus boxatus là một loài tò vò trong họ Ichneumonidae.